# Chen Shaoguo
Chen Shaoguo, född 20 januari 1971, är en friidrottare från Kina. Han deltog vid olympiska sommarspelen 1992.